# Predrag
Predrag (in cirillico: Предраг) è un nome proprio di persona serbo e croato maschile.

## Varianti
- Serbo
  - Alterati: Пеђа (Peđa)[1]

## Origine e diffusione
Deriva dal termine slavo dragu ("prezioso", da cui anche i nomi Dragomir, Dragoslav e Dragan), combinato con un prefisso superlativo, e può quindi essere interpretato come "preziosissimo"; per significato è analogo al nome Preziosa.
È il nome di uno dei due fratelli protagonisti della canzone popolare Predrag e Nenad (dalla quale è tratto anche il nome Nenad).

## Onomastico
Il nome è adespota, ossia privo di santo patrono; l'onomastico ricorre quindi il 1º novembre, in occasione di Ognissanti.

## Persone
- Predrag Bjelac, attore serbo

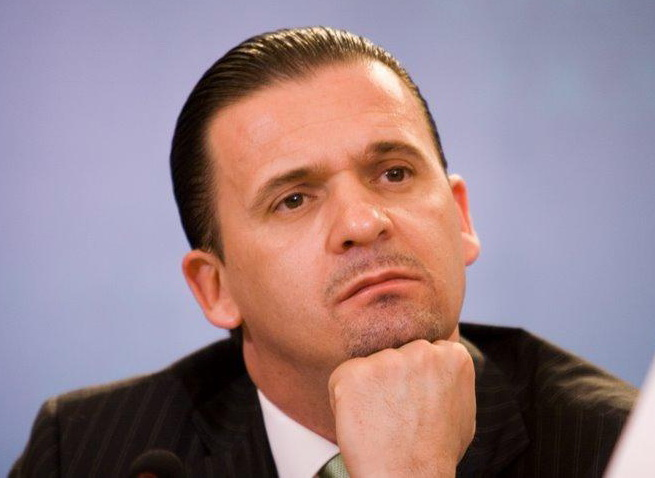
Predrag Mijatović

- Predrag Bojić, calciatore australiano
- Predrag Danilović, cestista e dirigente sportivo jugoslavo
- Predrag Matvejević, scrittore e accademico croato
- Predrag Mijatović, calciatore e dirigente sportivo montenegrino
- Predrag Nikolić, scacchista bosniaco
- Predrag Rajković, calciatore serbo
- Predrag Stojaković, cestista serbo
- Predrag Vranicki, filosofo croato